# Dasyomma immaculatum
Dasyomma immaculatum är en tvåvingeart som beskrevs av Malloch 1932. Dasyomma immaculatum ingår i släktet Dasyomma och familjen bäckflugor. Inga underarter finns listade i Catalogue of Life.